# Кафяви горски почви
Кафявите горски почви са песъчливо-глинести. Те са най-широко разпространените почви в планинските райони с над 600 м надморска височина.
Тези почви са богати на хумус — до 12%, но хумусното вещество не е много качествено — не е завършен процесът на хумификация. Реакцията е слабо кисела — pH 5,5-6. Средно запасени са с усвоим азот и усвоим фосфор. Нуждаят се от комбинирано торене. На тях обикновено има горска растителност, рядко се използват за земеделие (най-често картофи).
В по-високите части на планините кафявите горски почви преминават в тъмноцветни горски и планинско-ливадни. На повърхността обикновено има до 5 см горска постилка от мъртви органични остатъци, след което – 10 до 60 см – хумусно-акумулативен хоризонт. Фрагментирани са – съдържат островърхи камъни в целия профил.

## Разпространение
В долната част на средния лесорастителен пояс. Всички наши планини имат кафяви горски почви. Разпространени са в 3 района – старопланински, македоно-родопски и витошко-средногорски.

## Почвообразуване
Характеризира се с голямо количество на валежите, висока въздушна влажност, дебела снежна покривка, средна температура 6 – 10С. Климата е преходно планинско горски.

## Растителност
Формира се изцяло под влиянието на дървесна растителност. Горунови насаждения, букови, черен и бял бор, ела и смърч.

## Почвообразуващи скали
Безкарбонатни – гранит, гнайс, шисти, пясъчник и др. Върху карбонатни са се образували карбонатни кафяви горски почви.

## Релеф
Хълмисто-предпланински до планински

## Особености
Характерна особеност на нашите кафяви горски почви е липсата на оподзоляване в хумусния хоризонт при отсъствие на СаСО3 в основната скала и наличността на много ярко кафяво до червеникаво оцветяване.

## Класификация
Тъмните кафяви почви са характерни за северните и близки до тях изложения. Отличават се с голямата си мощност, добре изразен хумусно-акумулативен хоризонт и малка скелетност. Имат големи запаси от хранителни вещества и висок капацитет на активна влага. Това ги прави в повечето случаи почви с високи лесорастителни свойства, върху които успешно растат насаждения от бук, ела, смърч, бял бор и др.
Светлите кафяви почви са характерни за южните и близки до тях изложения. Те са маломощни, със скъсен хумусен хоризонт и наличие на много скелет. Заемат се главно от различно продуктивни белоборови насаждения. Бук, смърч, ела – лош растеж и малка продуктивност.

## Морфологични белези
Те са най-типичният представител на горските почви в България. Дори и сега протича горският почвообразувателен процес. Кафявите горски почви най-често имат формирани всички хоризонти А0, А, В, С и Д.

## Механичен състав
Кафявите горски почви са с лек механичен състав. Отличават се със значителна скелетност. Има интензивно глинообразуване.

## Лесорастителни свойства
От гледна точка на горското стопанство кафявите горски почви са твърде плодородни. Тук растат най-производителните букови и иглолистни гори. Поради релефа протичат интензивни ерозионни процеси, където лесорастителните свойства са лоши. Така и плитките на южни изложения почви.